# Higginbotham's

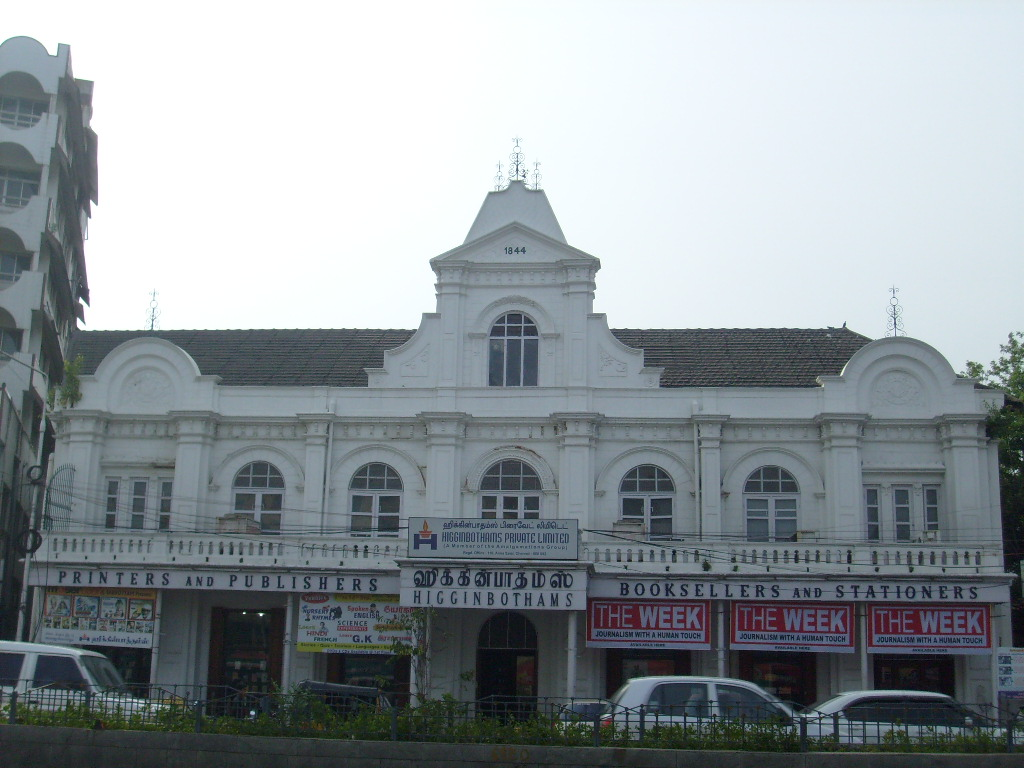
Boekwinkel Higginbotham's aan Anna Salai, Chennai

Higginbotham's is een Indiase boekwinkelketen en uitgeverij, gevestigd in Chennai, Tamil Nadu. De boekwinkel in Chennai (voorheen Madras) bestaat sinds 1844 en is daarmee de oudste boekwinkel in India.
Higginbotham's werd opgericht door de Engelsman Abel Joshua Higginbotham. Hij kocht de boekwinkel Weslyan Book Shop waar hij werkte van protestantse missionarissen, en noemde het Higginbotham's. Naast boeken ging het ook schrijfwaren verkopen en sinds 1860 ging het boeken drukken. Later werd het ook een uitgeverij. Higginbotham's had een goede reputatie en was de officiële leverancier van de Britse overheid, allerlei instanties en bijvoorbeeld de maharaja van Mysore. Na Higginbothams overlijden nam zijn zoon C.H. Higginbotham de onderneming over, die het bedrijf uitbreidde tot buiten de grenzen van Madras: op verschillende plaatsen in Zuid-India kwamen vestigingen en tot op de dag van vandaag kunnen reizigers op bepaalde spoorwegstations boeken kopen bij Higginbotham's. In 1921 werd de firma gekocht door John Oakshott Robinson, in 1945 kwam het in handen van S. Anantharamakrishnan van Amalgamations Group die het ook nu nog bezit. Higginbotham's heeft tegenwoordig meer dan twintig vestigingen in Zuid-India.